# Nabal (instrumento)

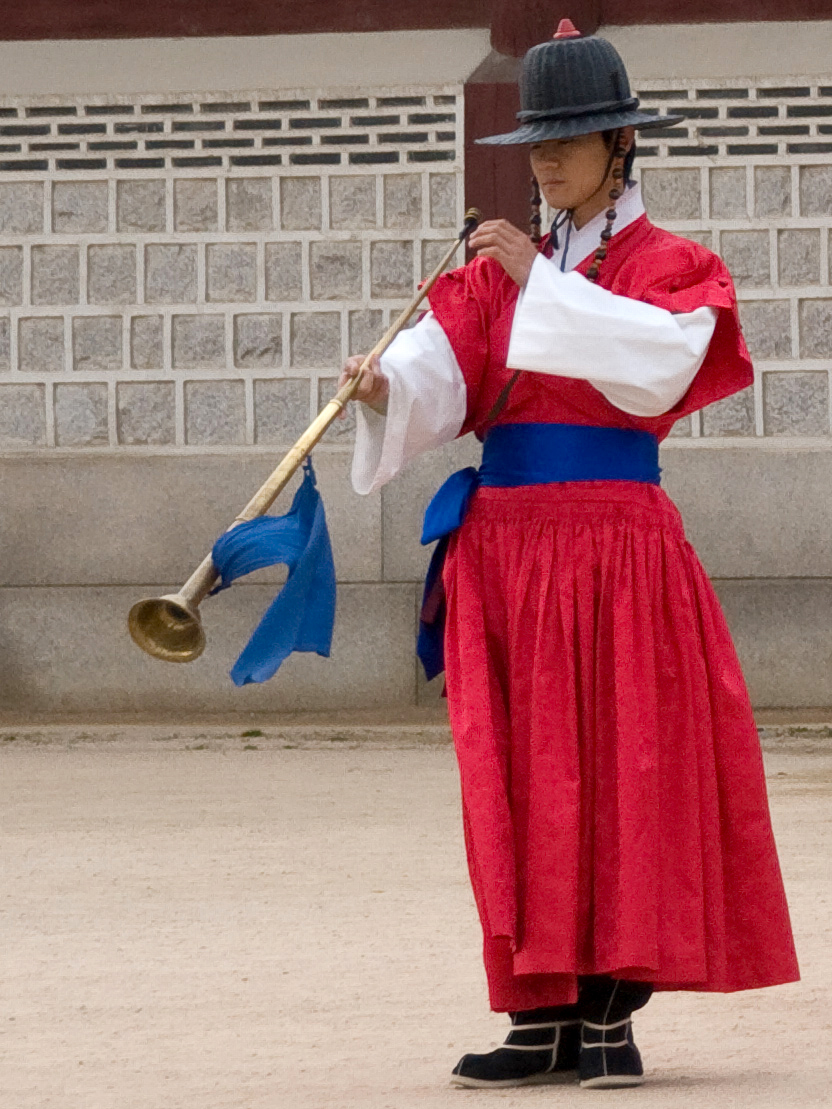
Un nabal.

El nabal (en hangul 나발 y en hanja 喇叭) es un instrumento de viento-metal largo y recto que suele medir entre 103 a 122 cm de longitud, el cual forma parte de la música tradicional de Corea. Como el instrumento no tiene válvulas para los dedos o agujeros no se trata de un instrumento melódico, sino que más bien suena un único tono sostenido. La frecuencia exacta de los tonos producidos pueden ser muy diferentes según el tamaño de cada instrumento.
El nabal ha sido históricamente utilizado principalmente en la música de los desfiles militares, llamados daechwita, así como en nongak (música de campesinos) para indicar el comienzo y el final de las interpretaciones o ejecuciones.
El nabal deriva probablemente del laba chino (喇叭), un instrumento similar.